# Crataegus floridana
Crataegus floridana es una especie de planta del género Crataegus, perteneciente a la familia Rosaceae.

## Taxonomía
Crataegus floridana fue descrita por Charles Sprague Sargent en 1902.

## Distribución
Se encuentra en el territorio de Florida, Georgia, Carolina del Norte y Carolina del Sur.